# Psychroplanes
Psychroplanes is een geslacht van zeekomkommers uit de familie Elpidiidae.

## Soorten
- Psychroplanes convexa (Hansen, 1975)
- Psychroplanes humilis (Hansen, 1975)
- Psychroplanes obsoleta (Hérouard, 1899)
- Psychroplanes rigida (Théel, 1882)